# Léa Fagundes
Léa Fagundes (Pelotas, 16 de março de 1930 – 24 de janeiro de 2025) foi uma pedagoga e psicóloga brasileira, doutora em Psicologia Escolar e Desenvolvimento Humano e coordenadora do Laboratório de Estudos Cognitivos (LEC) da UFRGS. Léa, como pedagogista, é considerada pioneira no uso da informática nas escolas do Brasil, tendo acompanhado as transformações da educação brasileira há mais de 60 anos, período no qual recebeu prêmios internacionais como o de Educación y TIC e um diploma de reconhecimento na categoria "Comunicação e Informação" pela UNESCO, no ano de 2006.

## Obra
Léa Fagundes focou seu trabalho nos fundamentos da psicologia genética direcionada a construção do conhecimento pela criança. Trilhou, então, os caminhos da  inclusão digital, educação à distância e outras tecnologias digitais desde a década de 1970, tendo fundado o primeiro grupo brasileiro a estudar o desenvolvimento cognitivo infantil, o LEC (Laboratório de Estudos Cognitivos da UFRGS). Na década seguinte, na qualidade de especialista em Jean Piaget, Léa realizou consultorias internacionais sobre tecnologias da informação e comunicação (TIC) na educação e formação de professores. No Brasil, por sua vez, ela foi coordenadora do programa do Ministério da Educação para a aquisição de tablets na região Sul e no Amazonas.
De modo crítico, Léa propunha alternativas aos tradicionais modelos hierárquicos na relação professor e aluno e na estrutura da escola, afirmando que o computador é mais que uma ferramenta pedagógica e que o professor deve se deixar conduzir pela curiosidade e pelo prazer de explorar novidades, da mesma forma que os alunos. Ainda no âmbito da informática, ela defendia o uso de software livre, com acesso gratuito pela Internet e dos recursos educacionais abertos.

### Publicações
Dentre os inúmeros textos e publicações da pedagoga, pode-se elencar:
- Ministério da Educação: Aprendizes do Futuro: as inovações começaram
- Ministério da Educação: Tecnologia para educadores: desenvolvimento, estratégias e oportunidades
- Futura: Cultura digital na escola ou escola na cultura digital[ligação inativa]

Organizadora
- Informática e Aprendizagem: pesquisas e experiências. Brasília: UNESCO/SEMTEC/MEC, 1994.